# Krzysztof Płeszka
Krzysztof Płeszka (ur. 1953) – polski prawnik, profesor nauk prawnych.

## Życiorys
W 1976 r. ukończył studia prawa na Uniwersytecie Jagiellońskim, w 1984 r. obronił pracę doktorską, w 1997 r. habilitował się na podstawie pracy zatytułowanej Uzasadnienie decyzji interpretacyjnych przez ich konsekwencje. W 2013 r. uzyskał tytuł profesora nauk prawnych. Został zatrudniony na Uniwersytecie Jagiellońskim.
Należy do Rady Dyscypliny Naukowej - Nauk Prawnych UJ. Był współzałożycielem kancelarii prawnej SPCG, do czerwca 2023 był partnerem zarządzającym tejże kancelarii.